# Рут Вейкфілд
Рут Вейкфілд, Рут Джонс Грейвс (Ruth Wakefield, Ruth Jones Graves) (1903—1977) — американська шеф-кухарка, найвідоміша як винахідниця Toll House Cookie — створила перше шоколадне печиво (1938 рік).

## Біографія
Рут виросла в Істоні, штат Массачусетс. У 1920 році закінчила середню школу Олівер Еймс, а у 1924 році — Фремінгемський державний коледж (тепер Фремінгемський державний університет). До 1926 року працювала вчителькою домашньої економіки в Брокктонській середній школі. 26 червня 1926 року вийшла заміж за Кеннета Дональда Вейкфілда (1897—1997) в Північному Істоні, Брістолі, штат Массачусетс.
Рут працювала лікарем-дієтологом, читаючи ще й лекції з культури їжі. Разом з чоловіком купила старий будинок (митний пункт) в передмісті Бостона і зробила з цього маленького місця готель і ресторан. У таких закладах традиційно зупинялися подорожні, платили дорожні збори, їли і годували коней.
У 1930 році вона опублікувала «Ruth Wakefield's Recipes Tried and True».

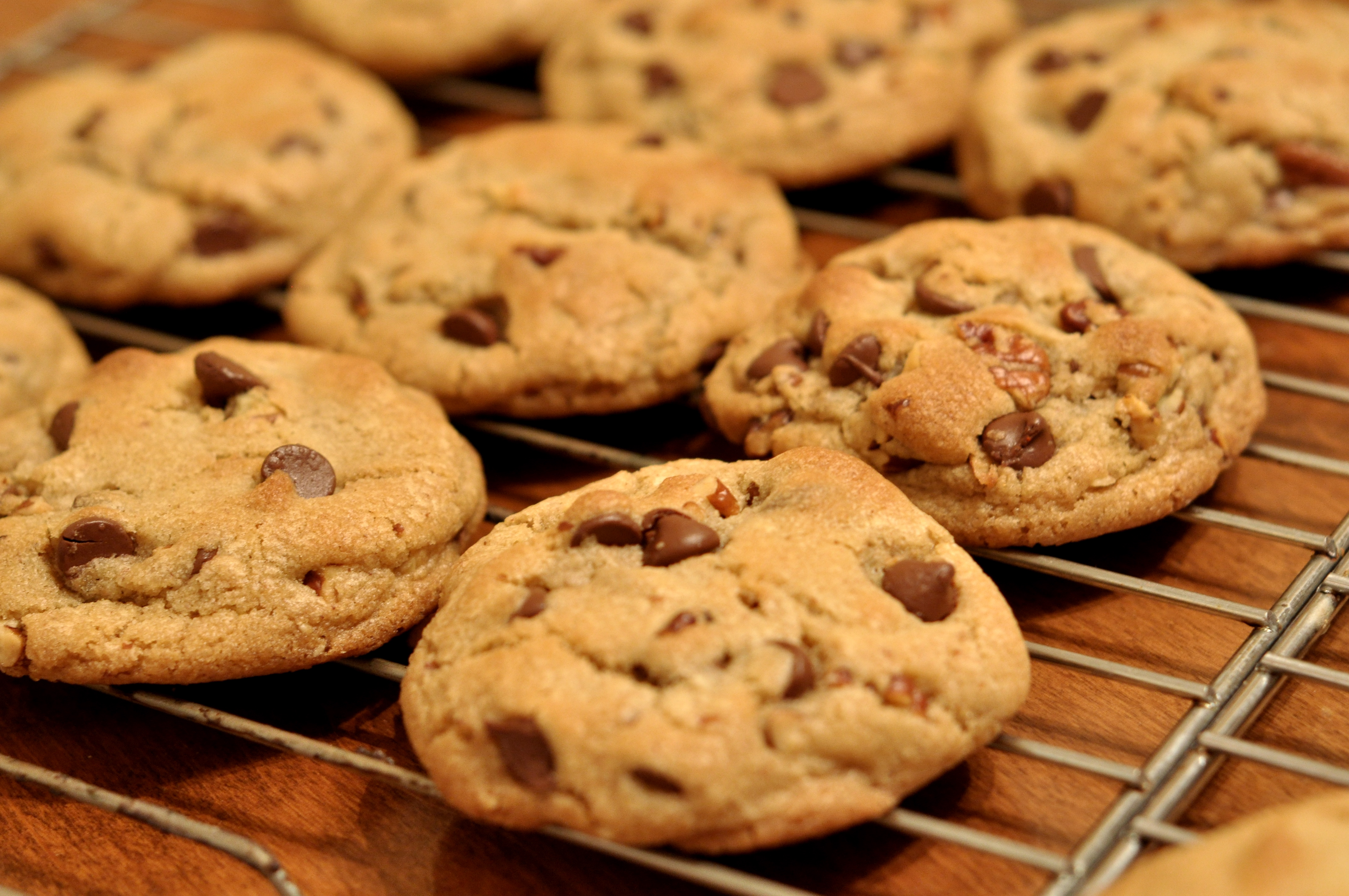

За однією з версій, у 1930 році Рут Вейкфілд, під час приготування печива за класичним рецептом, пішла на експеримент, розламавши плитку шоколаду Nestle на дрібні шматочки і додавши їх у тісто. Вона подумала, що при випічці шоколад зможе самостійно розплавитися. Але виявилося, що солодощі набули особливої форми. У результаті вийшло дуже смачне печиво з застиглими шматочками шоколаду. Це і стало народженням першого шоколадного печива.
За іншою версією, місіс Вейкфілд, яка була кухаркою та дієтологом, тисячі разів готувала шоколадні рецепти. Вона знала, що шматочки шоколаду не розплавляться, а просто стануть шоколадним печивом.
Незабаром компанія Nestle виявила, що продажі її шоколаду в штаті Массачусетс різко пішли в гору. Представники компанії знайшли джерело такого попиту — місіс Вейкфілд.
У 1938 році випустила книгу «Ruth Wakefield's Toll House Tried and True Recipes».
Рут погодилася розповісти кондитерам свій рецепт, а на плитках шоколаду Nestle з'явилася лінія для спрощеного розлому. А з 1939 року шоколадне печиво стало випускатися вже на заводі. Рецепт Рут друкувався на звороті упаковки. А сама жінка в подяку отримала довічну можливість отримувати шоколад безкоштовно.
10 січня 1977 року Рут Вейкфілд померла у лікарні Йордану, Плімут, штат Массачусетс. Свою колекцію кулінарних книг залишила Фремінгемському державному коледжу.